# Мацуура Шигенобу
Мацуура Шигенобу (1549-1614), јапански великаш и војсковођа у периоду Азучи-Момојама и периоду Едо.

## Биографија
Као господар острва Хирадо, чувеног пиратског гнезда на северозападној обали острва Кјушу, Мацуура Шигенобу борио се против клана Шимазу у току кампање Тојотоми Хидејошија за освајање Кјушуа (1587). Касније је учествовао у обе инвазије Кореје (1592-1598), предводећи одред од 3.000 људи у дивизији Кониши Јукинаге, и борио се у биткама код Пусана, тврђаве Тонгне и Пјонгјанга. Нарочито се истакао предводећи напад у опсади Намвона (1597).